# Henri Ier de Zutphen
Henri de Bonnegau, mort en 1033, est seigneur de Zutphen de 1031 à 1033. Il est fils de Luidolf de Bonnegau, seigneur de Zutphen, et de Mathilde de Hammerstein.
Il est encore mineur à la mort de son père, étant âgé d'au plus onze ans. La régence est assurée par ses deux grands-pères. Il meurt deux ans plus tard.

## Source
- (nl) Liudolf, 1025-1031, Heer van Zutphen.